# Ligue canadienne de soccer
Pour les articles homonymes, voir Ligue canadienne de soccer (homonymie), CSL et LCS.
Ne doit pas être confondu avec Première ligue canadienne ou Championnat canadien de soccer.
La Ligue canadienne de soccer ou CSL (en anglais : Canadian Soccer League) est un championnat semi-professionnel canadien de soccer.

## Place de la LCS dans le soccer canadien
Après 2013, la Ligue canadienne de soccer ne regroupe que des clubs situés en Ontario, la majorité de ces équipes se trouvant dans la métropole de Toronto. Cette ligue semi-professionnelle a été créée en 1998. Son champion n'est pas considéré comme le champion national du Canada, et aucune de ses équipes ne participe au Championnat canadien de soccer.
Toutefois, de 1987 à 1992 a existé un véritable championnat national appelé lui aussi Ligue canadienne de soccer. Les équipes étaient réparties en deux divisions (une à l’Est et l’autre à l’Ouest) de 1987 à 1990 puis dans une poule unique lors des deux dernières saisons.

## LCS/CSL Reserve Division ou D2
Depuis 2009, la LCS comprend une seconde division ou se rencontre les équipes réserves de la majorité des équipes de première division. Cette seconde division compte 10 équipes en 2013.

## Histoire de la ligue
En 1922 est créée la LNS.
La ligue portait à l'origine le nom de Ligue canadienne de soccer professionnel (Canadian Professional Soccer League), elle fut renommée pour son nom actuel en mai 2006. Les Mississauga Eagles FC, Capital City et Windsor Stars rejoignent la CSL en 2011 qui passe donc à 14 franchises.

### Scandale des matchs truqués
Le 12 septembre 2012, la CBC annonce que le match entre l'Attak de Trois-Rivières et le Toronto Croatia de septembre 2009 a été truqué. D'après The National, 18 000 $ CDN de pot-de-vin ont été distribués pour ce match dans le cadre d'un vaste réseau de paris truqués.
Le 31 janvier 2013, l'Association Canadienne de Soccer sanctionne la LCS et décide de suspendre la ligue. Les équipes de jeunes de l'Impact de Montréal U21 et la TFC Academy quittent la ligue à la suite de cette décision.
En plein conflit judiciaire, l'ACS annonce le 5 mars qu'elle ne reconnait plus la LCS. Grâce à un recours en justice, la saison de LCS 2013 débute néanmoins le 5 mai avec 12 équipes en D1 et 10 en D2.

## Palmarès
- 1998 : St. Catharines Roma Wolves 2-2 (4-2 tirs de barrage) Toronto Olympians
- 1999 : Toronto Olympians 2-0 Toronto Croatia
- 2000 : Toronto Croatia 2-1 Toronto Olympians
- 2001 : St. Catharines Roma Wolves 1-0 Toronto Supra
- 2002 : Ottawa Wizards 2-0 North York Astros
- 2003 : Brampton Hitmen 1-0 Vaughan Shooters
- 2004 : Toronto Croatia 4-0 Vaughan Shooters
- 2005 : Oakville Blue Devils 2-1 (b.e.o.) Vaughan Shooters
- 2006 : York Region Shooters 1-0 Serbian White Eagles
- 2007 : Toronto Croatia 	4-1, 0-0 Serbian White Eagles
- 2008 : Serbia White Eagles 	0-0, (0-0 prolongation), (1-0 tirs de barrage) Attak Trois Rivieres
- 2009 : Attak de Trois-Rivières 	0-0, (0-0 prolongation), (3-2 tirs de barrage) Serbian White Eagles
- 2010 : Brantford Galaxy SC 	3-0, FC Hamilton Croatia
- 2011 : Toronto Croatia 1-0, Capital City FC
- 2012 : Toronto Croatia 1-0, Impact de Montréal U21
- 2013 : SC Waterloo Region 3-1, Kingston FC